# Myconita
Myconita là một chi bướm đêm thuộc họ Gelechiidae.